# Bibliotecario digital
Este concepto hace referencia al nuevo perfil que deben asumir los profesionales de la información y la documentación, desde la aparición en escena de las nuevas tecnologías, las infraestructuras en red e internet. Estos nuevos elementos se han integrado en todos los ámbitos de la sociedad actual, incluyendo los centros y unidades de información como son: bibliotecas, archivos y centros de documentación. Así desde finales del siglo XX, han ido apareciendo nuevos conceptos como los de biblioteca digital, electrónica o virtual que suponen un cambio radical en la idea de la biblioteca tradicional, fruto de un número de usuarios cada vez más elevado que demanda información rápida, de calidad, y desde cualquier punto o dispositivo. La propia naturaleza de estas nuevas bibliotecas requieren bibliotecarios especializados que sean capaces de gestionar, organizar y difundir la información contenida en ella. Por otro lado deben adquirir una serie de competencias y habilidades adaptadas a estas nuevas demandas, así como estar capacitados en el uso de los nuevos recursos e infraestructuras característicos de la actual sociedad de la información y del conocimiento.

## Cambio de paradigma, nuevos retos
Las bibliotecas son una realidad de más de cuatro mil años de antigüedad. Desde que existe la escritura hay personas que se han dedicado a su colección. Pero atrás va quedando la idea tradicional de bibliotecas como lugares donde se almacenan y consultan libros impresos. Los catálogos de estos centros han evolucionado e incorporado documentos gráficos, audiovisuales, software, ficheros electrónicos y colecciones en multitud de otros formatos que cada día van surgiendo. Los bibliotecarios actuales deben enfrentarse tanto al constante crecimiento de los distintos tipos de recursos, como a su preservación y a la digitalización de los tradicionales. Por otro lado también surgen nuevos retos originados por la aplicación de los avances tecnológicos, en telecomunicaciones y en internet. Ahora interactúan con documentos que ya no se encuentran físicamente y que pueden ser consultados desde cualquier lugar del mundo mediante multitud de dispositivos. 
Algunos rasgos de este nuevo profesional son que ya no trabaja para una biblioteca centralizada donde se acumulan documentos físicos, sino que gestionan información descentralizada que es generada por las propias instituciones y sus competencias están más relacionadas con su nueva función en centros de recursos de aprendizaje e investigación o CRAI. Por tanto deben ser especialistas de la información y hacer uso de las nuevas tecnologías para la automatización de funciones y facilitar el acceso a la información.

## Funciones del bibliotecario digital
El acceso a la información virtual, la gestión de los nuevos soportes y sistemas informáticos y las posibilidades que supone la utilización de internet, constituyen el mayor desafío para el bibliotecario actual. Conforme las bibliotecas y archivos han ido evolucionando se va reduciendo al mínimo la intervención del personal humano, el cual está pasando a ocuparse de los cambios del entorno operativo, a reemplazar los sistemas conforme es necesario y sobre todo a la preservación digital de los recursos de información. Este nuevo entorno electrónico requiere por tanto de profesionales que ejerzan nuevos roles y responsabilidades adaptados a esta realidad:
| ROL                            | RESPONSABILIDAD |
| ------------------------------ | --- |
| Gestor de redes de información | Supervisa el trabajo del equipo encargado de la definición e implementación de los sistemas informáticos en cuanto a preservación de estos y de los documentos |
| Informático                    | Apoyo tecnológico al proyecto de preservación |
| Responsable de preservación    | Define y desarrolla las fases del proyecto Elabora estadísticas y gráficas de gestión para cada una de las técnicas de preservación adoptadas Supervisa la utilización de nuevos medios, formatos, sistemas, metadatos, etc. Decide qué debe conservarse y lo que puede o no circular por la red |
| Especialista de la información | Debe ejecutar correctamente las decisiones tomadas por el responsable del proyecto de preservación |
| Auditor                        | Contable con tareas presupuestarias. Eleva sus resultados a los responsables para la toma de decisiones. |
| Abogado                        | Especialista en derechos de autor |

Fuente de la tabla: Muñoz de Solano y Palacios B. El profesional de la información digital: Aspectos organizativos. anales de documentación [Internet]. Servicio de Publicaciones, Universidad de Murcia (Spain); 2006

## Competencias y aptitudes
La aparición de estos perfiles profesionales hace necesaria la definición de nuevas competencias específicas. En este sentido es la propia Comunidad Europea quien ha elaborado una Relación de Eurocompetencias en Información y Documentación como resultado de proyectos como CERTIDoc y DECIDoc, en el que participan varias asociaciones profesionales europeas en el marco del Programa Leonardo da Vinci para promover la formación profesional. En esta relación se definen 4 grupos de competencias diferentes:
1. Conocimientos específicos en información y documentación
2. Conocimientos sobre comunicación
3. Competencias sobre gestión y organización
4. Otros conocimientos aplicados a la información y documentación

A su vez y para cada uno de estos grupos se detallan 30 campos de competencia que se escalonan en 4 niveles significativos:
1. Sensibilización. Cultura general básica en el campo de competencia
2. Conocimientos de las prácticas. Saber utilizar las herramientas básicas; efectuar trabajos de ejecución especializados o repetitivos; y transmitir propuestas prácticas
3. Dominio de herramientas. Conocer las técnicas, saber utilizarlas y estar capacitado para crear nuevas
4. Dominio metodológico. Percibir la complejidad de las situaciones y tener la capacidad de adoptar un enfoque metodológico adaptado a ellas

Las competencias se pueden adquirir a través de tres vías: mediante un aprendizaje basado en la simulación, en un proceso de “aprender haciendo” y durante las prácticas internas.
Todos los grupos de competencias son aplicables al perfil de bibliotecario digital. Un perfil que por otro lado también debe contar con una serie de aptitudes para asegurar la eficacia y eficiencia en el desempeño de las diferentes responsabilidades en su medio de trabajo:
- Capacidad de adaptación y de previsión
- Capacidad de análisis y comunicación
- Curiosidad intelectual y espíritu crítico
- Capacidad de decisión
- Capacidad de iniciativa y de trabajo en equipo
- Capacidad de síntesis y de organización
- Capacidad de resolver problemas y tratar asuntos complejos
- Capacidad proactiva

## Colaboración
Entre la diversificación de las tareas del bibliotecario digital, la "colaboración y trabajo en equipo" aparece como una de sus características principales. El elevado número de producción de documentos electrónicos, su diversidad, la falta de recursos y de tiempo, las posibilidades de las nuevas tecnologías, o las nuevas normativas y directrices normalizadoras y estandarizadas, son factores que han determinado que la forma de alcanzar los objetivos establecidos es diversificando las tareas del bibliotecario, creando responsables más especializados y modulables y con la colaboración entre profesionales de bibliotecas e instituciones de características similares. Cabe destacar que las nuevas tecnologías juegan un papel muy importante en la cooperación ya que facilitan la comunicación entre las instituciones.
Dicha colaboración tiene como consecuencia beneficios en:
- Reducción de costes dedicados a la gestión y preservación.
- Adquisición conjunta de recursos electrónicos.
- Eliminación de barreras organizativas.
- Aptitud abierta e innovadora.
- Mayores recursos.
- Nuevos servicios y canales de comunicación.
- Catálogos colectivos.
- Incremento de la visibilidad de las organizaciones.
- Posibilidad de poner en marcha proyectos de mayor envergadura.
- Incremento del intercambio de información entre profesionales, con el consecuente aprendizaje.

Por otro lado, la cooperación entre instituciones puede conllevar una serie de obstáculos o amenazas:
- La sensación de pérdida real o subjetiva de poder y control de la situación.
- Que existan diferentes ritmos de trabajo, y que la unificación de éstos conlleve que los profesionales se sientan presionados.
- Que no se pueda establecer una cooperación seria debido a los falsos protagonismos.

## Formación
El incremento de la complejidad de las labores de los profesionales en documentación requiere de una formación reglada, estructurada y en constante actualización y reciclaje debido al constante avance de las tecnologías. Así el objetivo de la formación del bibliotecario digital debe estar encarada hacía la creación de un profesional capaz de crear, mantener y expandir las bibliotecas digitales, proveer de nuevos recursos e innovar. 
Este tipo de profesionales deben estar en continua formación debido a la rapidez con la que avanzan y cambian las nuevas tecnologías de información. Por esta razón es importante que el bibliotecario tenga a la vez una amplia formación profesional y también unas cualidades innatas aptas para este tipo de trabajo. Además, debe ser una persona con imaginación, visión de futuro e inquietudes por conocer lo último en su ámbito profesional. 
Para que las bibliotecas en ésta nueva era puedan contar con personal ampliamente cualificado, se requiere de una inversión financiera por parte de estas. La formación y los conocimientos para este nuevo perfil profesional deben centrarse en:
- Gestión de esquemas de metadatos.
- Técnicas de formación efectivas.
- Conocimiento de nuevas técnicas para la creación de nuevos tipos de colecciones y servicios.
- Conocimientos para la selección de la colección a digitalizar, incluyendo OCR (Optical Character Recognition).
- Creación y manipulación de imágenes para el Web.